# 평양 대공습
평양 대공습은 1952년 7월 교착상태에 빠진 휴전회담을 촉진시키기 위하여 유엔 공군이 실시한 항공압박작전의 일환으로서, 북한의 수도 평양에 대규모의 폭격을 가한 폭격이다.
이 작전에서 미 극동공군은 1952년 7월 11일 미 제5공군과 미 해군함재기 등 822대를 동원하여 프레셔 펌프 작전으로 명명된 제1차 평양 대공습을 실시하고, 뒤이어 8월 4일에 284대로 제2차 공습을, 그리고 8월 29일에 1,122대(한국 공군 36대 참가)로 제3차 평양 대공습을 실시하였다. 이 작전은 폭격 전에 평양 시민에게 군사목표인 평양을 떠나라는 사전경고의 내용이 담긴 전단을 살포한 후 실시되어 많은 심리적인 효과를 거두었다.
이 작전으로, 폭격목표로 선정된 지휘소/보급품 집적소/생산공장/병사/철도시설/고사포 진지 등 30개 목표 중 93%에 달하는 군사목표가 복구 불능 상태로 파괴되었으며, 
유엔 공군은 전투기 3대가 격추되고 27대가 손상을 입었다.